# ダブリンポートトンネル
ダブリンポートトンネル（愛: Tollán Chalafort Bhaile Átha Cliath、英: Dublin Port Tunnel）は、アイルランドのダブリンにある道路トンネルで、高速道路M50号の一部を形成している。正式名称は、ダブリントンネル（愛: Tollán Bhaile Átha Cliath、英: Dublin Tunnel）。

## 概要
ダブリンポートトンネル、またはダブリン港トンネル、またはダブリン湾港トンネルは、ダブリン中心部の東側に位置するダブリン港と、ダブリン空港に近い第2JCTの高速道路M50号を結ぶ各方面2車線の大型幹線道路を形成している。トンネルの全長は4.5km、計画の総延長は5.6km。最終的な費用は約7億5200万ユーロだった。日本の西松建設、イギリスのモウレム、アイルランドのアイリッシュエンコの共同事業で建設された。
2006年12月20日に正式に開通したが、当初は重量積載物車両のみが通行可能であった。2007年1月28日に一般車両にも開通した。

## 用途
20世紀末には、ダブリン中心部の交通渋滞が深刻化し、ダブリン港から市内中心部を経由して何千台もの重量積載物車両が行き来するようになった。ダブリンポートトンネルは、ダブリン港からの重量積載物車両を直接高速道路網に迂回させることで、ダブリン市内中心部の路面道路の渋滞を緩和するとされる。これにより、バス乗客者、歩行者、波止場を移動するサイクリストにとって、空気の質の向上や安全な移動を可能にした。
トンネルを利用する通勤者を抑止するために、ピーク時には重量積載物車両以外の車両は通行料を徴収される。
ダブリンバスの142番、33番、41番の路線は、北部郊外から市内の港区方面にトンネルを利用している。
ベルファスト、デリー、レターケニーからの長距離バスもトンネルを利用している。

## 港湾トンネル計画

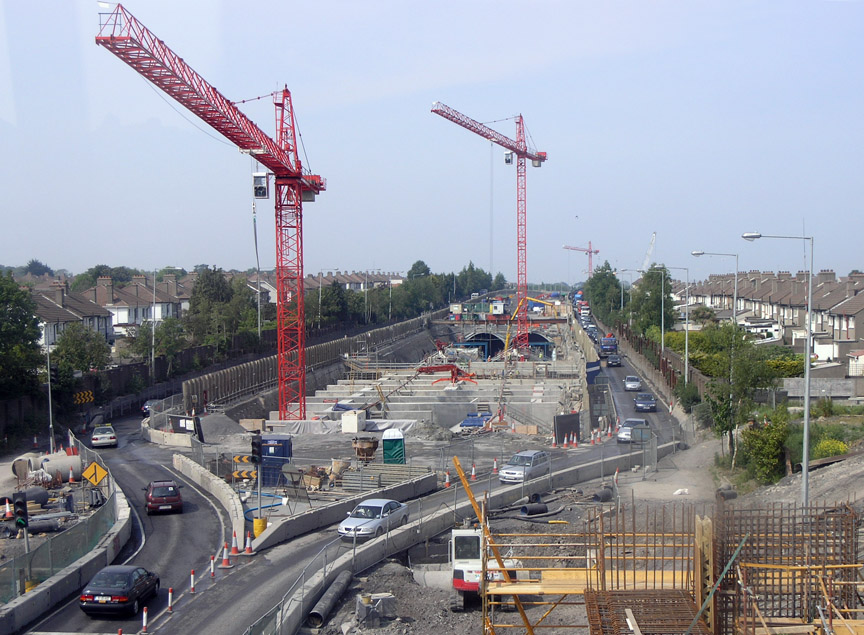
建設中のダブリンポートトンネル

1990年代に数々の交通・工学的調査を経て初めて提案され、1999年から2005年にかけてのダブリン市開発計画に盛り込まれた。1999年には、公募による調査を経て計画が承認された。
トンネルは国家開発計画（National Development Plan; NDP）の一部であり、この計画に基づいて運輸省から道路庁に資金が提供された。契約はダブリン市議会が管理し、ハリバートンの一部門であるブラウン＆ルートが監督した。主契約者は、2000年に任命された日英愛のコンソーシアム、西松建設・モウレム・アイリッシュエンコ（NMI）である。
トンネル建設の入札価格は4億5700万ユーロ。最終的な計画費用は、土地取得、設計、保険、法律などを加えて、ブラウン＆ルートが監督を務めたことで、7億5,200万ユーロに達した。
2001年6月に着工し、当初は2005年の開通予定だったが、43ヶ月の工期を経て2006年12月に開通した。経過期間は66ヶ月となった。計画延長の理由の一つは、住民の騒音の懸念を和らげるためだった。グリフィス通りなどの地域では、ボーリングは1日16時間に制限されていた。アナデール・クレセントでは13時間に短縮された。

## 仕様
- 長さ：4.5km - 総計画 5.6km
- トンネル：2本
- 幅: 11.77m
- 車線幅（1トンネルにつき2車線）：3.65m
- 路肩（1トンネルにつき2つ）：1m
- 高さ：4.9m
- 営業高さ：4.65m
- 最も低いポイント: -30m（マリノにて）

ダブリンポートトンネルは、マドリードの高速道路M-30号、プラハのブランカ・トンネル複合体、ストックホルムのSödra länken（南部リンク）に次ぐ、ヨーロッパで4番目に長い都市高速道路トンネルとなっている。都市部以外の道路トンネルを含めると、ダブリンポートトンネルは、ノルウェーのラルダールトンネル（24.5km）、スイスのゴッタルド道路トンネル（17km）、フランスとイタリアを結ぶモンブラントンネル（11.6km）、オランダのウェスタン・シェルドトンネル（6.6km）など、他のヨーロッパのトンネルと比べても短い。